# Essington
Essington is een plaats en civil parish in het bestuurlijke gebied South Staffordshire, in het Engelse graafschap Staffordshire.